# 史蒂芬維爾 (德克薩斯州)
史蒂芬維爾（英語：Stephenville）是一個位於美國德克薩斯州伊拉斯縣的城市。根據2010年美國人口普查，該地共人口29621人，而該地的面積約為30.79平方千米。同時該地也是伊拉斯縣的縣治。

## 地理
史蒂芬維爾的座標為32°13′13″N 98°12′49″W / 32.22028°N 98.21361°W，而該地的平均海拔高度為388米（即1273英尺）。